# Little Bay Islands
Little Bay Islands est une municipalité, située sur l'Île de Terre-Neuve, dans la province de Terre-Neuve-et-Labrador, au Canada. 
En 2019, les résidents ont voté en faveur de la réinstallation (en) après des tentatives infructueuses en 2011 et 2016.
Le service de traversier et le service d'hydroélectricité devaient se terminer le 31 décembre 2019.